# Dicranomyia (Dicranomyia) dibelone
Dicranomyia (Dicranomyia) dibelone is een tweevleugelige uit de familie steltmuggen (Limoniidae). De soort komt voor in het Neotropisch gebied.